# Juan Tzetzes
Juan Tzetzes o Ioannes Tzetzes (Ιωάννης Τζέτζης, Ioannis Tzetzis, ca. 1110 - ca. 1180) fue un escritor y erudito bizantino, hermano del filólogo Isaac Tzetzes.

## Vida y obra
Recibió una excelente educación filológica y fue durante algún tiempo profesor de gramática; después se entregó a la literatura, ocupación que aseguró su pan cotidiano. En sus escritos no desperdicia ocasión para hablar de las diferentes circunstancias de su existencia: es un hombre del siglo XII que vive de su actividad literaria y se queja sin cesar de su pobreza y miserias, y, pretendiendo las gracias de ricos y nobles, les dedica sus escritos. Invulnerable a la modestia, como Miguel Psellos, se indigna ante la idea de que no sean debidamente reconocidos sus méritos y cayó un día en tal miseria que de todos sus libros solo le quedó un ejemplar de Plutarco. Como, por falta de dinero, no podía procurarse las obras necesarias y debía confiar principalmente en su memoria, cometió en sus escritos muchos errores históricos elementales. En una de sus obras escribe:

Para mí, mi biblioteca es mi cabeza. Dada la gran penuria en que estamos, no tenemos libros en casa. Así, no puedo nombrar exactamente al autor.

En otra obra escribe respecto a su memoria: «Dios no ha creado nunca y nunca creará un hombre que tenga una memoria semejante a la de Tzetzes.»  La erudición de Tzetzes en materia de literatura clásica antigua y bizantina era muy notable. Había leído innumerable cantidad de poetas, escritores dramáticos, historiadores, oradores, filósofos, geógrafos y novelistas, sobre todo a Luciano de Samosata. Las obras de Tzetzes están escritas en un estilo retórico y recargadas de citas mitológicas, literarias e históricas, así como llenas de autoelogios. Son, pues, difíciles de leer. Entre sus numerosos escritos destaca la colección de sus Cartas, ciento siete en total, que tiene cierta importancia no ya para la biografía del autor, sino para la de sus corresponsales. En verso popular está el Libro de las historias, de carácter histórico-filológico; abarca más de doce mil versos. Desde la primera edición, donde, para comodidad, la obra se dividió en doce partes de a mil versos, se llama ordinariamente a este libro las Quilíadas (es decir, ‘los Miles’). Las Misionas o Quilíadas de Juan Tzetzes, no son, según Krumbacher, más que «un enorme comentario versificado de sus propias cartas, que allí se explican la una tras la otra». Las relaciones de las cartas y las Quilíadas son tan íntimas, que las primeras pueden considerarse como un resumen detallado de las segundas. Este solo hecho quita a las Quilíadas todo valor literario. 
Otra gran obra de Juan Tzetzes, también escrita en versos populares, son las Alegorías sobre la Ilíada y la Odisea, dedicadas a la esposa del emperador Manuel, Berta-Irene, llamada por el autor la reina «más homérica», es decir, la mayor admiradora del «muy sabio Homero, ese lago de palabras» la «luna clara, no bañada por las olas del Océano, sino que sale del lecho de púrpura de su sol». En esta obra expone el contenido de los cantos de Homero, explicándolos desde el punto de vista de la exégesis alegórica. Al principio de las mismas dice, con no poca y característica presunción:

Póngome a la tarea y, tras tocar a Homero con la varilla mágica de mi palabra, lo haré más accesible a todos y sus profundidades invisibles aparecerán a plena luz ante nosotros

Además de estas obras, Tzetzes ha dejado otras sobre Homero y Hesíodo, escolios (notas críticas o explicativas al margen de los manuscritos) sobre Hesíodo y Aristófanes, algunos poemas, la obra Antehomérica, homérica y posthomérica, etc. Los trabajos de Juan Tzetzes no han sido editados aun en nuestros días y algunos probablemente se han perdido. 
Tzetzes es valioso por su celo erudito y su interés por compilar documentos; por ello sus escritos son una fuente de valiosos informes sobre la Antigüedad y la literatura clásica; por otra parte sus vastos conocimientos y su epistolografía permite extraer algunas conclusiones sobre el carácter del Renacimiento literario de la época de los Comnenos.

## Otras obras
- Ilaka, extenso poema dividido en tres partes
- La Theogonia, colección de narraciones míticas y épicas